# کرمیت روزولت
کرمیت "کیم" روزولت جونیور. (به انگلیسی: Kermit "Kim" Roosevelt Jr.)، افسر اطلاعاتی ایالات متحده آمریکا بود که در طول جنگ جهانی دوم و پس از آن، در دفتر خدمات راهبردی خدمت کرد. وی نوه تئودور روزولت، بیست و ششمین رئیس‌جمهور آمریکا و رئیس شعبه جنوب غرب آسیا «آژانس اطلاعات مرکزی آمریکا» بود که بعدها «نقش اصلی را در تلاش‌های سیا برای سرنگونی محمد مصدق که منتهی به کودتای ۲۸ مرداد گردید را ایفا کرد.» از شهریور ۱۳۳۰ در سازمان‌های دولتی آمریکا «نگرانی از مصدق پدید آمده بود و رشد می‌کرد و آنان از همان زمان وارد تماس‌هایی با مخالفان مصدق شده بودند.» کرمیت روزولت فرمانده عملیات کودتای ۲۸ مرداد اعتراف می‌کند که درست در همین زمان شرکت سابق نفت ایران و انگلیس از او خواسته است که نقشه سرنگونی مصدق را مشترکاً بررسی کنند.

روزولت می‌نویسد: 
«مصدق مناسبات دیپلماتیک با انگلستان را قطع کرد… یک هفته بعد من در تهران بودم … ماه نوامبر (آبان ماه) هنگام بازگشت از تهران به کشورم از لندن گذشتم. شرکت نفت ایران و انگلیس با من تماس گرفت. سخنگوی آن‌ها کوچران بود. آن‌ها به هیچ چیز جز برانداختن مصدق نمی‌اندیشیدند… آنان همان وقت نقشه آماده‌ای برای نبرد داشتند. با دقت بررسی کردیم. بعدها تعداد شرکت کنندگان در بررسی روز به روز زیادتر می‌شد… نقشه آن‌ها این بود که به همراه اعلیحضرت همایون کار کنند و نه علیه او، مأمورین اصلی آن‌ها در ایران رابطه نزدیکی با دربار داشتند… دربارهٔ ارتش ارزیابی آن‌ها شبیه ارزیابی من بود…»
«کیم» در جوانی به مدرسهٔ گروتن رفت و در سال ۱۹۳۷، از دانشگاه هاروارد، دانش‌آموخته[فارغ‌التحصیل] شد. او پس از دانش‌آموختگی از هاروارد، به تدریس در مؤسسه فناوری کالیفرنیا پرداخت. وی از مؤسسان انجمن دوستان آمریکایی خاورمیانه در ۱۹۴۸ بود که در سفارت ایران در آمریکا، مهمانی‌هایی ترتیب می‌دادند و با دانشجویان ایرانی مقیم آمریکا آشنا می‌شدند.